# Циґанка (Мінський повіт)
Циґанка (пол. Cyganka) — село в Польщі, у гміні Дембе-Вельке Мінського повіту Мазовецького воєводства.
Населення — 503 особи (2011).
У 1975-1998 роках село належало до Седлецького воєводства.

## Демографія
Демографічна структура станом на 31 березня 2011 року:
|          | Загалом | Допрацездатний вік | Працездатний вік | Постпрацездатний вік |
| -------- | ------- | ------------------ | ---------------- | -------------------- |
| Чоловіки | 248     | 54                 | 173              | 21                   |
| Жінки    | 255     | 54                 | 148              | 53                   |
| Разом    | 503     | 108                | 321              | 74                   |